# Fardhems socken
Fardhems socken ingick i Gotlands södra härad, ingår sedan 1971 i Gotlands kommun och motsvarar från 2016 Fardhems distrikt.
Socknens areal är 20,45 kvadratkilometern varav 20,34 land. År 2020 fanns här 137 invånare. Kyrkbyn Fardhem med sockenkyrkan Fardhems kyrka ligger i socknen. 

## Administrativ historik
Fardhems socken har medeltida ursprung. Socknen tillhörde Fardhems ting som i sin tur ingick i Hoburgs setting i Sudertredingen.
Vid kommunreformen 1862 övergick socknens ansvar för de kyrkliga frågorna till Fardhems församling och för de borgerliga frågorna bildades Fardhems landskommun. Landskommunen inkorporerades 1952 i Hemse landskommun och ingår sedan 1971 i Gotlands kommun.
1 januari 2016 inrättades distriktet Fardhem, med samma omfattning som församlingen hade 1999/2000.  
Socknen har tillhört samma fögderier och domsagor som Gotlands södra härad. De indelta båtsmännen tillhörde Gotlands andra båtsmanskompani.

## Geografi
Fardhems socken ligger nordväst om Hemse i södra Gotlands inland. Socknen är slättbygd delvis på marken från den utdikade Mästermyr i söder och med skog främst i norr.
Naturskyddsområdet Sandarve kulle ligger i socknen.

### Gårdsnamn
Gardarve, Gardsby, Gerete, Hallsarve, Hägsarve, Kvie, Myre, Nederburge, Niksarve, Prästgården, Rodarve, Sandarve, Stenstugu, Överburge.

### Ortnamn
Brogårds, Lödjastorp, Sandåsen, Tingskullen.

## Fornlämningar
Från järnåldern finns gravfält, husgrunder, stensträngar, sliprännestenar och två fornborgar. En runristning är känd. En vikingatida silverskatt har påträffats.

## Namnet
Namnet (1300-talets mitt Fsrdhaim) har efterleden hem, 'boplats; gård'. Förleden fardh, 'färdled; ställe där man kan färdas' kan syfta på ancylusvallen som var en god färdväg.

## Befolkningsutveckling
| Befolkningsutvecklingen i Fardhems socken 1750–2020 | Befolkningsutvecklingen i Fardhems socken 1750–2020 | Befolkningsutvecklingen i Fardhems socken 1750–2020 | Befolkningsutvecklingen i Fardhems socken 1750–2020 | Befolkningsutvecklingen i Fardhems socken 1750–2020 |
| --- | --------------------------------------------------- | --------------------------------------------------- | --------------------------------------------------- | --------------------------------------------------- |
| |                                                     |                                                     |                                                     |                                                     |
| År |                                                     |                                                     | Folkmängd                                           |                                                     |
| 1750 | 1750                                                |                                                     | 217                                                 |                                                     |
| 1760 | 1760                                                |                                                     | 230                                                 |                                                     |
| 1769 | 1769                                                |                                                     | 256                                                 |                                                     |
| 1780 | 1780                                                |                                                     | 254                                                 |                                                     |
| 1790 | 1790                                                |                                                     | 243                                                 |                                                     |
| 1800 | 1800                                                |                                                     | 280                                                 |                                                     |
| 1810 | 1810                                                |                                                     | 281                                                 |                                                     |
| 1820 | 1820                                                |                                                     | 275                                                 |                                                     |
| 1830 | 1830                                                |                                                     | 298                                                 |                                                     |
| 1840 | 1840                                                |                                                     | 291                                                 |                                                     |
| 1850 | 1850                                                |                                                     | 286                                                 |                                                     |
| 1860 | 1860                                                |                                                     | 361                                                 |                                                     |
| 1870 | 1870                                                |                                                     | 372                                                 |                                                     |
| 1880 | 1880                                                |                                                     | 377                                                 |                                                     |
| 1890 | 1890                                                |                                                     | 352                                                 |                                                     |
| 1900 | 1900                                                |                                                     | 361                                                 |                                                     |
| 1910 | 1910                                                |                                                     | 381                                                 |                                                     |
| 1920 | 1920                                                |                                                     | 406                                                 |                                                     |
| 1930 | 1930                                                |                                                     | 380                                                 |                                                     |
| 1940 | 1940                                                |                                                     | 365                                                 |                                                     |
| 1950 | 1950                                                |                                                     | 348                                                 |                                                     |
| 1960 | 1960                                                |                                                     | 308                                                 |                                                     |
| 1970 | 1970                                                |                                                     | 239                                                 |                                                     |
| 1980 | 1980                                                |                                                     | 205                                                 |                                                     |
| 1990 | 1990                                                |                                                     | 192                                                 |                                                     |
| 2000 | 2000                                                |                                                     | 185                                                 |                                                     |
| 2010 | 2010                                                |                                                     | 160                                                 |                                                     |
| 2020 | 2020                                                |                                                     | 137                                                 |                                                     |
| Anm: Källor: Umeå universitet - Tabellverket 1749-1859, Demografiska databasen, CEDAR, Umeå universitet, Befolkningsutvecklingen i Gotlands socknar 2000 - 2010, Befolkning per församling, Folkmängden per distrikt, landskap, landsdel eller riket efter kön. År 2015 - 2022. |                                                     |                                                     |                                                     |                                                     |

### Fotnoter
1. 1 2  Svensk Uppslagsbok andra upplagan 1947–1955: Fardhem socken
2. ↑  ”Folkmängden per distrikt, landskap, landsdel eller riket efter kön. År 2015 - 2022”. Statistikdatabasen. Statistiska centralbyrån. http://www.statistikdatabasen.scb.se/pxweb/sv/ssd/START__BE__BE0101__BE0101A/FolkmangdDistrikt/. Läst 23 april 2023.
3. ↑  Harlén, Hans; Harlén Eivy (2003). Sverige från A till Ö: geografisk-historisk uppslagsbok. Stockholm: Kommentus. Libris 9337075. ISBN 91-7345-139-8
4. ↑  Administrativ historik för Fardhem socken (Klicka på församlingsposten). Källa: Nationella arkivdatabasen, Riksarkivet.
5. ↑  Om Gotlands båtsmanskompani
6. 1 2  Sjögren, Otto (1931). Sverige geografisk beskrivning del 2 Östergötlands, Jönköpings, Kronobergs, Kalmar och Gotlands län. Stockholm: Wahlström & Widstrand. Libris 9939
7. 1 2 3  Nationalencyklopedin
8. ↑  Förteckning över slipskåror
9. ↑  Fornlämningar, Statens historiska museum: Fardhems socken
10. ↑  Fornminnesregistret, Riksantikvarieämbetet: Fardhems socken Fornminnen i socknen erhålls på kartan genom att skriva in sockennamn (utan "socken") i "Ange geografiskt område"
11. ↑  Mats Wahlberg, red (2003). Svenskt ortnamnslexikon. Uppsala: Institutet för språk och folkminnen. Libris 8998039. ISBN 91-7229-020-X. https://isof.diva-portal.org/smash/get/diva2:1175717/FULLTEXT02.pdf